# Комический дуэт

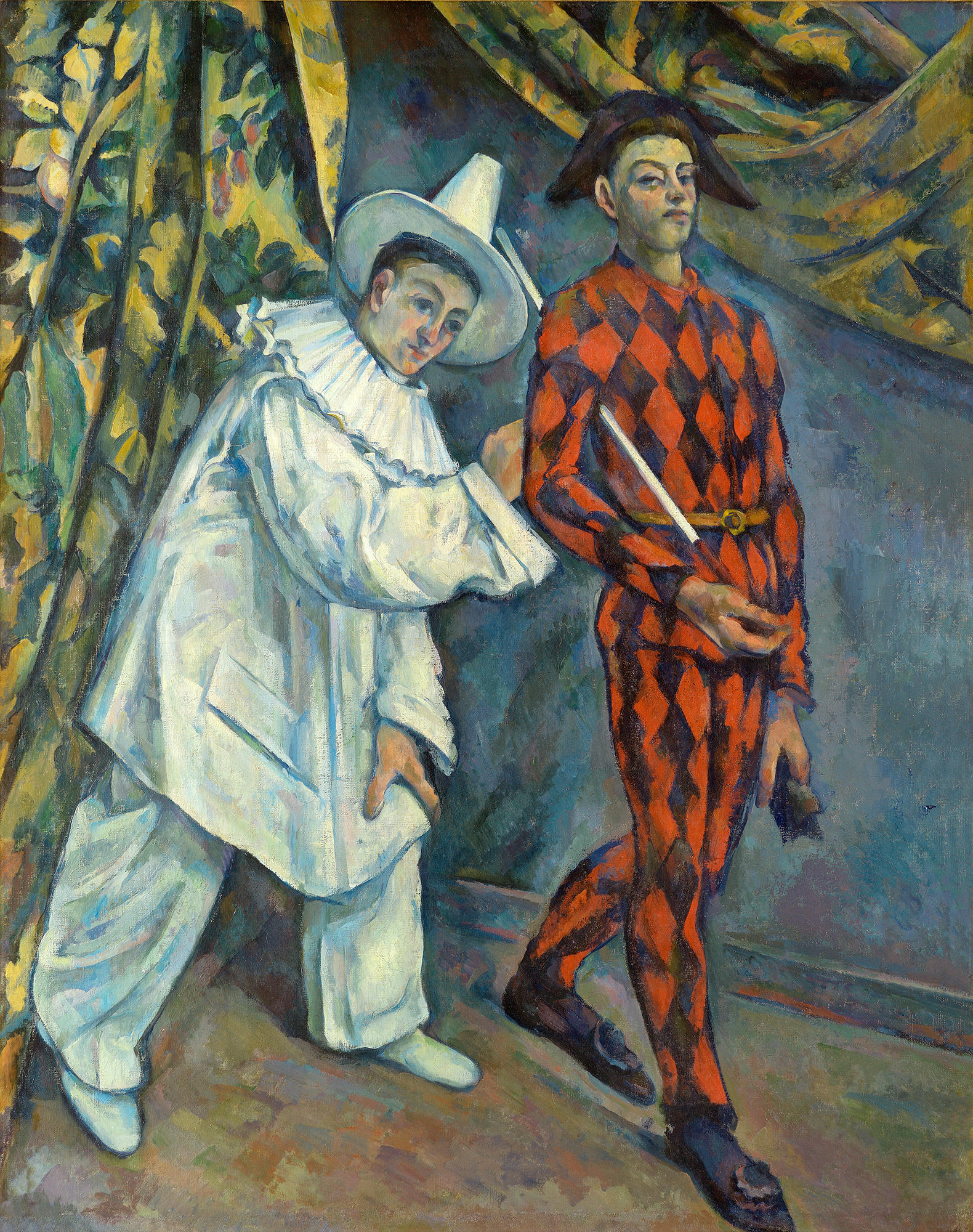
Поль Сезанн, «Пьеро и Арлекин»

Комический дуэт — это комедийный жанр, в котором обыгрываются неравные взаимоотношения двух персонажей. Оба персонажа обычно являются людьми одного пола, возраста, национальности, но имеют совершенно разные черты характера и темперамент. Обычно один из них — «правильный парень», «простак», «белый клоун» — изображается серьёзным и благоразумным, тогда как другой — «смешной человек», «комик», «пройдоха», «рыжий клоун» — оказывается забавным, глуповатым или эксцентричным человеком. «Правильный парень» обычно является источником реплик, обыгрываемых в дальнейшем. Именно на конфликте между напыщенным «правильным парнем», «белым клоуном» и неловким и нелепым «комиком», «рыжим» и строится большая часть юмора. Зачастую «комик» выступает победителем в конфликте.
«Правильный парень», несмотря на то, что его так называют, вовсе не должен быть совершенно несмешным, так же как и «комик» не является единственным источником юмора дуэта. Иногда именно «правильный парень» вызывает улыбки зрителей своими саркастическими замечаниями по поводу проделок «комика», как в случае, например, Тарапуньки и Штепселя, когда Штепсель всегда остаётся невозмутимо спокоен, что бы ему ни сказал Тарапунька. Чаще, однако, источником юмора в комическом дуэте являются именно взаимоотношения или конфликт персонажей, а не их характеры по отдельности. Во многих успешных сценах комических дуэтов персонажи на короткое время менялись ролями, что вызывало дополнительный комический эффект.

## История

### Ранний этап развития
Сама идея комического дуэта имеет весьма почтенный возраст и восходит как минимум к героям Сервантеса: худому и серьёзному Дону Кихоту и толстенькому балагуру, сыплющему пословицами — Санчо Пансе.
На Руси одним из ранних примеров комического дуэта являются братья Фома и Ерёма, появляющиеся в «Повести о Фоме и Ерёме» XVII-XVIII веков, а также в лубках, скоморошинах, балаганных представлениях и народных сказках. Однако роль «правильного парня» и «комика» в дуэте Фомы и Ерёмы размыта: присутствующее противопоставление братьев на самом деле мнимое — «лицем они единаки, а приметами разны: Ерема был крив, а Фома з бельмом, Ерема был плешив, а Фома шелудив». И Фома, и Ерёма являются бесталанными неудачниками, всякое дело, за которое они берутся, априори кончается неудачей, часто сопровождаясь избиениями братьев или их падениями. Одной из главных черт братьев и их поступков является их удвоение: и их внешнее сходство, и то, что в свои передряги они попадают вместе. В оригинальной повести в конце концов они тонут в реке. Что характерно, в повести и некоторых лубках Фома и Ерёма представляют собой выходцев из небедных слоёв населения: дворян или купцов, что впрочем не мешает в оригинальной повести Фоме ходить в лаптях, а Ерёме — в поршнях. Вопрос проникновения сюжетов о Фоме и Ерёме из фольклора в книжную традицию или наоборот является спорным, хотя чаще высказывается именно второй вариант.
В традиционном японском театре комический дуэт стал основой для жанра мандзай. Главными героями являются бокэ — «правильный парень», и цуккоми — «комик», чьим непременным атрибутом является веер. Однако это разделение также довольно условно: бокэ пытается с серьёзным видом нести околесицу, в то время как цуккоми пытается с помощью шуток вразумить его. В китайском традиционном театре аналогом мандзая является жанр сяншэн, хотя там вместо диалога двух персонажей также может присутствовать монолог.

### Конец XIX и начало XX века
Исходной формой комического дуэта в современном понимании стали английские мюзик-холлы и американские постановки водевилей конца XIX века. «Правильный парень» там был необходим для того, чтобы повторять шумной аудитории реплики «комика», давая им шанс услышать шутку (а артистам шанс на успех). Вскоре роль «правильного парня» в представлении изменилась, и он стал «подавать» шутки, кульминационную часть которых произносил «комик». Такие дуэты, как Эбботт и Костелло, Фланаган и Аллен (англ. Flanagan and Allen) стали набирать всё большую популярность. Комедийная методика продолжает развиваться, Эбботт и Костелло в 1930-х годах изобретают форму интермедии «Кто первый?», а Фланаган и Аллен — метод «перекрёстного разговора».
Хотя водевиль продолжает пользоваться успехом до самых 30-х годов, его популярность значительно падает с появлением кинематографа, и многие сценические приёмы не выживают после переноса на экран. Тем не менее, в эпоху немого кино 1920-х годов комедийные дуэты приобретают всемирную известность. Конечно, в немом кинематографе были невозможны шутки, рождающиеся в остроумных диалогах, или «перекрёстный разговор», поэтому основным комедийным приёмом стала буффонада и активные действия персонажей. Вероятно, самым первым успешным комедийным дуэтом в кино стали Лорел и Харди. До появления на экране дуэт никогда не появлялся вместе на сцене, хотя оба они играли в водевилях — Стэн Лорел работал с Чарли Чаплином в постановках Фреда Карно, а Оливер Харди появлялся в различных сценических воплощениях, обычно в качестве певца. Лорела трудно назвать комиком, хотя дуэт не вписывался в шаблон комических пар того времени, и оба персонажа были одинаково смешны зрителям. Дуэт дебютировал в 1927 году в фильме «Утиный суп». Будучи прекрасными мастерами буффонады, Лорел и Харди хорошо приспособились к немому кино, их несловесное взаимодействие (например, когда Лорел плакал, а Харди бросал трагические взгляды на камеру, если что-то шло не так) приобрело большую известность и даже перешло в их поздние звуковые картины. На самом деле, они были одними из немногих, кто показал себя столь же талантливым мастерами словесной игры и сумел продолжить успешную работу в мире звукового кинематографа 1930-х годов.
В русской детской литературе классический комический дуэт из «правильного» и «комика» появляется только в XX веке. Там роли несколько видоизменились: «правильный парень» стал резонёром, но смотрящим на мир слишком однобоко, а «комик» — активным, но мало знающем и умеющем персонажем.

### 1940-е — 1960-е
В 1940 году вышел фильм Лорела и Харди «Простаки в море» — последний фильм, снятый вместе с их постоянным продюсером и соавтором Хэлом Роучем. После создания этого фильма им уже не удалось снять столь же успешную картину, и их популярность сошла на нет. Тем не менее, комические дуэты в 1940-х годах продолжают оставаться одной из движущих сил кинематографа, породив новый жанр — так называемое «кино о приятелях» (англ. buddy movie) — кино про приключения и взаимоотношения двух друзей.
В 1940-е знаменитые Эбботт и Костелло переходят со сцены на экран, появляется первый фильм из серии «Дорога на…» (такие фильмы, как «Дорога в Сингапур», «Дорога в Занзибар», «Дорога в Марокко» и так далее) с комиком Бобом Хоупом и певцом Бингом Кросби.
Вскоре последовали другие успешные постановки, например, дуэт Дина Мартина и Джерри Льюиса был создан в 1946 году.

### 1980-е
В 1980-е годы мировую известность приобрёл комический кинодуэт Пьера Ришара и Жерара Депардьё. Всего было снято три фильма с их участием: «Невезучие» (1981), «Папаши» (1983) и «Беглецы» (1986). Во всех трёх фильмах Ришар изображал забавного недотёпу, а Депардьё — самоуверенного и решительного человека. Ришар позднее охарактеризовал их дуэт с Депардьё как «бык и муха».

### 1990-е
В 1990-е годы французский кинематограф отметился такими классическими дуэтами, как Депардье-Клавье и Рено-Клавье. Другой пример комического дуэта 1990-х — Бивис и Баттхед, главные герои одноимённого мультсериала. Как и Фома и Ерёма из русского фольклора, они чётко не разделяются на «правильного» и «комика», и оба являются недотёпами и дураками.
Авангардный кинематограф постсоветской России также использовал комические дуэты. Один из самых известных примеров — дуэт Сергея Пахомова и Владимира Епифанцева («Поехавший» и «Братишка» соответственно) в фильме Светланы Басковой «Зеленый слоник».